# Fırat Anlı

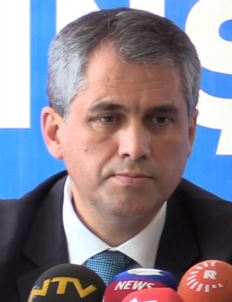
Fırat Anlı

Fırat Anlı (* 1971 in Diyarbakır) ist ein kurdischer Politiker der Partei Demokratik Bölgeler Partisi.
Anlı verbrachte seine Schulzeit in Diyarbakır und absolvierte anschließend ein Jurastudium an der Dicle-Universität. Er war Vorsitzender der HADEP und DEHAP von Diyarbakır. Im Jahr 2004 wurde er Bürgermeister von Yenişehir in Diyarbakır. Er kandidierte später für das Oberbürgermeisteramt von Bingöl und wurde Vorsitzender der DTP in Diyarbakır. Im Strafverfahren gegen die PKK, dem sogenannten KCK-Verfahren wurde Anlı 2009 verhaftet und zu drei Jahren und vier Monaten Haft verurteilt.
Anlı wurde bei den Kommunalwahlen 2014 für die Demokratik Bölgeler Partisi in den Gemeinderat von Diyarbakır gewählt und anschließend zum Stellvertreter (im Sprachgebrauch der Partei Co-Bürgermeister) von Oberbürgermeisterin Gültan Kışanak gewählt. In dieser Zeit kandidierte Anlı parteiintern, um in einem Wahlkreis für die Halkların Demokratik Partisi für die Nationalversammlung aufgestellt zu werden.
Am 25. Oktober 2016 wurde er am selben Tag wie Gültan Kışanak aufgrund des Verdachts der Terrorunterstützung verhaftet. Daraufhin wurde Diyarbakır unter Zwangsverwaltung gestellt. Im Juli 2017 wurde er aus der Untersuchungshaft entlassen, jedoch erging wenige Tage später erneut ein Haftbefehl. Anlı tauchte unter und floh aus der Türkei. Derzeit lebt er in der Schweiz.